# Елара (супутник)
Елара (грец. Ελάρα, англ. Elara) — нерегулярний супутник Юпітера, відомий також під назвою «Юпітер VII»; з 1955 по 1975 — під назвою «Гера» (англ. Hera).

## Відкриття
Цей супутник Юпітера відкрив у 1905 році Шарль Дійон Перрін, вчений каліфорнійської Лікської обсерваторії, який назвав його «Юпітер VII».
У 1975 році цей супутник був офіційно перейменований на честь Елари, улюблениці Зевса у давньогрецькій міфології.
У 2007 році космічний зонд «Нові горизонти» сфотографував супутник на відстані 8,0 мільйонів км.

## Орбіта
Супутник робить повний орберт навколо Юпітера на відстані приблизно 11 740 000 км.  Сидеричний період обертання становить 259,66 земних діб.  Орбіта має ексцентриситет ~0,16.
Елара належить до групи Гімалії — п'яти супутників, якої мають орбіти  між 11 до 13 Гм від Юпітера, нахил орбіти приблизно 26,63 градусів.

## Фізичні характеристики
Супутник має приблизно 86 кілометрів в діаметрі, альбедо 0,04. Оціночна густина 2,6 г/см³.